# 221150 Jerryfoote
221150 Jerryfoote è un asteroide della fascia principale. Scoperto nel 2005, presenta un'orbita caratterizzata da un semiasse maggiore pari a 2,6455926 UA e da un'eccentricità di 0,1220186, inclinata di 9,65817° rispetto all'eclittica.